# Rhamnella rubrinervis
Rhamnella rubrinervis là một loài thực vật có hoa trong họ Táo. Loài này được Augustin Abel Hector Léveillé miêu tả khoa học đầu tiên năm 1912 dưới danh pháp Embelia rubrinervis. Năm 1934 Alfred Rehder chuyển nó sang chi Rhamnella.
Tại Trung Quốc gọi là 苞叶木 (bao diệp mộc).

## Từ nguyên
Tính từ định danh rubrinervis là để nói tới các gân lá có màu hung đỏ của loài này.

## Phân bố
Loài này được tìm thấy tại miền nam Trung Quốc và Việt Nam. Môi trường sống là trong khe núi có bóng râm, độ cao khoảng 800 mét.

## Mô tả
Cây bụi nhẵn nhụi hoặc các cành non thưa lông tơ, cao khoảng 3 m, các cành thon búp măng, thanh mảnh, có sọc màu xám, khi khô nhạt màu, các cành non màu xanh nâu ôliu, đường kính khoảng 1 mm. Lá dạng giấy, thuôn dài-hình elip, 3,5-8 × 1,5-3,4 cm, các lá phía dưới nguyên, các lá trên khía tai bèo khó thấy, nhẵn bóng, màu xanh nâu ôliu nhạt, đáy nhọn rộng tới gần thuôn tròn, đỉnh khác biệt và nói chung tù-nhọn thon, gân lá ở hai bên 5, thanh mảnh, có màu hung đỏ khác biệt. Cuống lá dài 3–5 mm, có lông tơ. Cuống hoa có lông tơ. Hoa dạng tán; lá đài và cánh hoa dài bằng nhau, có lông tơ mịn khó thấy; bao phấn không thò ra, nhọn thon. Quả nói chung đơn độc, thuôn dài-hình trứng, 1 ngăn, dài ~1 cm và đường kính khoảng 5mm, nhọn; cuống quả dài khoảng 8 mm.